# Széles Judit
Széles Judit (Paks, 1939. március 7. – Budapest, 2021. november 16.) magyar textilművész.

## Életrajza
1961 és 1966 között a Magyar Iparművészeti Főiskola textil szakán tanult, mesterei: Gerzson Pál és Soós Imréné voltak.
Férje Ágh István költő, közös gyermekük Eszter.
Régi anyagdarabokkal dolgozik, főképpen varrott és ragasztott patch-worköt készít. Patchwork illusztrációi megtalálhatóak az alábbi könyvekben: Ágh I.: Struga manó csöngölődzik, Budapest, 1982; Ágh I.: Felekirály, Budapest, 1985.

## Egyéni kiállítások
- 1974 • Ifjúsági Ház, Zalaegerszeg
- 1976 • Szoboszlói Kisgaléria, Hajdúszoboszló
- 1977 • Petőfi Sándor Ifjúsági Ház [Kodolányi Lászlóval], Győr
- 1979 • Művelődési Ház, Paks • Pedagógiai Főiskola, Kaposvár
- 1982 • Várkonyi Nándor Megyei Könyvtár, Pécs • Helytörténeti Múzeum [Hőgye Katalinnal, Rainer Péterrel], Gödöllő
- 1983 • Művelődési Központ, Kiskőrös
- 1985 • Megyei Művelődési Ház, Szombathely
- 1986 • Eötvös Károly Megyei Könyvtár, Veszprém
- 1987 • Fényes Adolf Terem, Budapest
- 1993 • Volt Polgári Iskola-centenárium [Halász Károllyal], Paks
- 1995 • Árkád Galéria, Budapest [Ambrus Évával]
- 1997 • Városi Múzeum, Paks
- 1999 • Vigadó Galéria, Budapest
- 2000 • Városi Könyvtár, Győr
- 2001 • 5. Baltik Miniature Biennálé, Gdynia (PL)
- 2002 • Pedagógiai Intézet, Veszprém • Tihanyi Apátság.

## Válogatott csoportos kiállítások
- 1975 • Jubileumi Iparművészeti kiállítás, Műcsarnok, Budapest
- 1990 • 8. Nemzetközi Miniatűrtextil Biennálé, Szombathelyi Képtár, Szombathely
- 1991 • 2. Nemzetközi Mintatriennálé, Ernst Múzeum, Budapest • A kis csomag, Iparművészeti Múzeum, Budapest
- 1992 • 9. Nemzetközi Miniatűrtextil Biennálé, Szombathelyi Képtár, Szombathely • Columbus pályázat kiállítása, Chassy d'Or (FR)
- 1993 • Mint a minta, Budapest Galéria Lajos u., Budapest • Petőfi életútjai, Petőfi Képtár, Kiskőrös • II. Triennale Int. de Tournai (B)
- 1994 • Szín - Folt, Vigadó Galéria, Budapest • 10. Nemzetközi Miniatűrtextil Biennálé, Szombathelyi Képtár, Szombathely • 13. Magyar Textilbiennálé (Fal- és Tértextil Biennálé), Szombathelyi Képtár, Szombathely • Patchwork kiállítás, Chassy d'Or (FR)
- 1996 • I. Zászlóbiennálé, Szombathelyi Képtár, Szombathely • Groteszk fesztivál, Kortárs Művészeti Galéria, Kaposvár
- 1997 • Hommage à Vaszary, Kuny Domonkos Múzeum, Tata • Magdolna-torony
- 1998 • 1. Nemzetközi Zászlóbiennálé, Szombathelyi Képtár, Szombathely
- 1999 • Minta, Műcsarnok, Budapest
- 2000 • Híd, Kecskemét • 16. Magyar Textilbiennálé, Szombathelyi Képtár, Szombathely
- 2001 • Plein Art, Budapest • Élmény és eszmény, Királyi Kastély, Gödöllő • Ipar-Művészet. Millenniumi iparművészeti kiállítás, Műcsarnok, Budapest.

## Művek közgyűjteményekben
- Chassy d'Or (FR) • Savaria Múzeum, Szombathely.

## Díjak, elismerések
- 1966: Az év legszebb terméke pályázat, I. díj
- 1980: Gyermekek éve pályázat, III. díj
- 1986: miniszteri dicsérő oklevél Ágh István Felekirály c. mesekönyv illusztrációjáért
- 1990: 8. Nemzetközi Miniatűrtextil Biennálé, Szombathely, biennálédíj, Szombathely
- 1993: Petőfi életrajzi pályázat, III. díj
- 2011: Ferenczy Noémi-díj